# Nana Zorin
Nana Zorin byla česká elektronická hudební skupina. Založili ji roku 1998 bývalí členové skupiny Načeva Karlos T a Martin C. Vrchol popularity dosáhla během následujícího desetiletí, kdy hráli na řadě festivalů i jako předkapela Stereo MC's.

## Seznam členů
- Martin Chlup "Martin C" - kytara
- Jiří Trnavský "Karlos T" - klávesy
- Veronika Boulterová "Nika B" - zpěvačka
- Zdeněk Duroň - bicí
- Dr. Kary - zpěvák

## Diskografie

### Shooting Stars (2000)
1. Intro
2. Greetings To Russia
3. Floris
4. Nana
5. We Are Responsible
6. Belief
7. Online
8. Prisoner
9. Arashid
10. Pleasure
11. Set Freaks Free
12. Never Know Why
13. Nørf
14. Freedom
15. Adios

### Do U Want to Live Forever? (2004)
Animovaný videoklip režiséra Radka Doskočila ke skladbě „Murder Song“ byl v roce 2006 oceněn jako nejlepší videoklip festivalu AniFest.
1. Nineelevenoone
2. Food For The Farmer
3. Desire Bout
4. Another Star
5. Black And White
6. Murder Song
7. Open
8. Higher And Higher
9. Touch

### Loco [EP] (2007)
1. Loco
2. Cellar Serenade
3. Chlorine
4. Yellow Khan

### Aftersmoke [EP] (2008)
1. Not So Far From Love
2. Májá

### Elevn (2009)
1. Skinny
2. Teenage Prayer
3. Marrakesh Sweets
4. Egypt
5. Cannibal Love
6. Filthy Hands
7. Danger
8. Jar Of Wine
9. Not So Far From Love II
10. Travel Light
11. Moondog
12. The Festival II